# Francesco Bellotti
Francesco Bellotti (født 6. august 1979) er en italiensk tidligere professionel cykelrytter.